# Bandera Sotileza
La Bandera Sotileza es una regata de remo en banco fijo que se celebra anualmente en Santander (Cantabria) España. Desde Cabo Menor hasta la Grúa de Piedra situada en el Paseo Marítimo.

## Historia
En los últimos años la bandera ha cambiado frecuentemente de dueño, siendo el ganador en 2006 la Sociedad Deportiva de Remo Astillero por delante de Pedreña y Laredo.
En el año 2007 el ganador la Sociedad Deportiva de Remo Pedreña por delante de Astillero y Castro. A partir de este año la regata pasó a formar parte de la Liga Regional de Cantabria en la que están también la Bandera Caja Cantabria, la Bandera Hipercor y la Bandera Bansander.
La victoria en 2013 correspondió a Astillero, por delante de Pedreña y Castreña.
En 2014 Astillero volvió a lograr la victoria al imponerse a Pedreña y Santoña en categoría masculina; en categoría femenina la victoria correspondió a Santoña, única trainera en competición.
En 2015 la victoria fue para Pedreña sobre Castro y Astillero en la categoría masculina. En la tanda de promoción ganó la trainera juvenil-cadete del Club Deportivo Elemental de Actividades Náuticas de Castro. En cuanto a la representación femenina, Santoña y Colindres protagonizaron una bonita y reñida regata, decantándose la victoria para las santoñesas.

## Palmarés

### Masculino
| N.º        | Año  | Ganador                                    |
| ---------- | ---- | ------------------------------------------ |
| I          | 1977 | Sociedad Deportiva de Remo Castro Urdiales |
| II         | 1978 | Sociedad Deportiva de Remo Astillero       |
| III        | 1979 | Sociedad Deportiva de Remo Pedreña         |
| IV         | 1980 | Sociedad Deportiva de Remo Castro Urdiales |
| V          | 1981 | Sociedad Deportiva de Remo Castro Urdiales |
| VI         | 1982 | Sociedad Deportiva de Remo Astillero       |
| VII        | 1983 | Sociedad Deportiva de Remo Pedreña         |
| VIII       | 1984 | Sociedad Deportiva de Remo Castro Urdiales |
| IX         | 1985 | Club de Remo Santoña                       |
| X          | 1986 | Sociedad Deportiva de Remo Castro Urdiales |
| XI         | 1987 | Sociedad Deportiva de Remo Castro Urdiales |
| XII        | 1988 | Club de Remo Camargo                       |
| XIII       | 1989 | Club de Remo Ciudad de Santander           |
| XIV        | 1990 | Sociedad Deportiva de Remo Castro Urdiales |
| XV         | 1991 | Club de Remo Ciudad de Santander           |
| XVI        | 1992 | Club de Remo Camargo                       |
| XVII       | 1993 | Club de Remo Ciudad de Santander           |
| XVIII      | 1994 | Sociedad Deportiva de Remo Astillero       |
| XIX        | 1995 | Club de Remo Ciudad de Santander           |
| XX         | 1996 | Club de Remo Ciudad de Santander           |
| XXI        | 1997 | Sociedad Deportiva de Remo Pedreña         |
| XXII       | 1998 | Sociedad Deportiva de Remo Castro Urdiales |
| XXIII      | 1999 | Sociedad Deportiva de Remo Castro Urdiales |
| XXIV       | 2000 | Club de Remo Ciudad de Santander           |
| [ nota 1 ] | 2001 | Club de Remo Ciudad de Santander           |
| XXV        | 2002 | Sociedad Deportiva de Remo Astillero       |
| XXVI       | 2003 | Club de Remo Ciudad de Santander           |
| XXVII      | 2004 | Sociedad Deportiva de Remo Astillero       |
| XXVIII     | 2005 | Sociedad Deportiva de Remo Astillero       |
| XXIX       | 2006 | Sociedad Deportiva de Remo Astillero       |
| XXX        | 2007 | Sociedad Deportiva de Remo Pedreña         |
| XXXI       | 2008 | Sociedad Deportiva de Remo Astillero       |
| XXXII      | 2009 | Sociedad Deportiva de Remo Castro Urdiales |
| XXXIII     | 2010 | Sociedad Deportiva de Remo Pedreña         |
| XXXIV      | 2011 | Sociedad Deportiva de Remo Astillero       |
| XXXV       | 2012 | Sociedad Deportiva de Remo Astillero       |
| XXXVI      | 2013 | Sociedad Deportiva de Remo Astillero       |
| XXXVII     | 2014 | Sociedad Deportiva de Remo Astillero       |
| XXXIX      | 2015 | Sociedad Deportiva de Remo Pedreña         |
| XXXIX      | 2016 | Sociedad Deportiva de Remo Astillero       |
| XL         | 2017 | Sociedad Deportiva de Remo Astillero       |
| XLI        | 2018 | Sociedad Deportiva de Remo Astillero       |
| XLII       | 2019 | Sociedad Deportiva de Remo Astillero       |
| XLIII      | 2020 | Sociedad Deportiva de Remo Pedreña         |
| XLIV       | 2021 | Sociedad Deportiva de Remo Pedreña         |
| XLV        | 2022 | Sociedad Deportiva de Remo Pedreña         |
| XLVI       | 2023 | Club de Remo Camargo                       |
| XLVII      | 2024 | Club de Remo Camargo                       |
| XLVIII     | 2025 | Sociedad Deportiva de Remo Astillero       |

### Femenino
| N.º        | Año  | Ganador                              |
| ---------- | ---- | ------------------------------------ |
| [ nota 2 ] | 2014 | Club de Remo Santoña                 |
| [ nota 2 ] | 2015 | Club de Remo Santoña                 |
| [ nota 2 ] | 2016 | Club de Remo Colindres               |
| I          | 2017 | Club de Remo Camargo                 |
| II         | 2018 | Club de Remo Camargo                 |
| III        | 2019 | Club de Remo Colindres               |
| IV         | 2020 | Sociedad Deportiva de Remo Castreña  |
| V          | 2021 | Sociedad Deportiva de Remo Pedreña   |
| VI         | 2022 | Sociedad Deportiva de Remo Castreña  |
| VII        | 2023 | Sociedad Deportiva de Remo Astillero |
| VIII       | 2024 | Sociedad Deportiva de Remo Astillero |

## Historial

### Masculino
| Club                                       | Victorias |
| ------------------------------------------ | --------- |
| Sociedad Deportiva de Remo Astillero       | 17        |
| Sociedad Deportiva de Remo Castro Urdiales | 10        |
| Sociedad Deportiva de Remo Pedreña         | 9         |
| Club de Remo Ciudad de Santander           | 8         |
| Club de Remo Camargo                       | 4         |
| Club de Remo Santoña                       | 1         |

### Femenino
| Club                                 | Victorias |
| ------------------------------------ | --------- |
| Club de Remo Santoña                 | 2         |
| Club de Remo Camargo                 | 2         |
| Club de Remo Colindres               | 2         |
| Sociedad Deportiva de Remo Castreña  | 2         |
| Sociedad Deportiva de Remo Astillero | 2         |
| Sociedad Deportiva de Remo Pedreña   | 1         |